# Модель з нульовою довірою
Модель з нульовою довірою (англ. zero trust model) — модель побудови інформаційних систем, що виходить з того, що систему вже зламано, і тому довіряти не можна нікому, навіть легітимним користувачам усередині периметра. А отже, кожен доступ до даних і програм потребує підтвердження. Окрім того, модель передбачає видачу користувачам лише мінімально необхідних привілеїв, а також профілювання їх поведінки для подальшого виявлення аномалій та загроз.
В документі 800—207 американського Національного інституту стандартів і технологій (NIST) визначено концепцію нульової довіри як сукупність понять та ідей, призначених для мінімізації невизначеності та забезпечення прийняття точних рішень щодо доступу до інформаційних систем та послуг — строго за запитом і з найменшими привілеями — в умовах, коли мережа вважається скомпрометованою.
А архітектура нульової довіри — це відповідно корпоративний план з кібербезпеки, який включає поняття нульової довіри і враховує взаємовідносини, планування робочих процесів і політики доступу. Мета всього цього — запобігти несанкціонованому доступу до сервісів та даних, а також забезпечити якомога більш деталізований контроль доступу.

## Впровадження

### США
У відповідь на низку великих кібератак, зокрема SolarWinds, в травні 2021 року Президент США Джозеф Байден видав виконавчий наказ стосовно підсилення кіберзахисту в інформаційних мережах федерального уряду США. Одним із важливих заходів було перелічено і впровадження принципів «нульової довіри».
19 січня 2022 року Президентом США було підписано меморандум, яким було уточнено попередній наказ, перелічено заходи, які мають вжиті керівниками різних федеральних відомств, вказано терміни виконання, тощо. Серед всього іншого, було висунуто вимогу впроваджувати принципи «нульової довіри», зокрема, як окреслено в документі NIST 800—207, тощо.
В січні 2022 року відповідальне за роботу інформаційних систем Пентагону агенція уклала контракт вартістю 7 млн доларів з Booz Allen Hamilton на розробку пілотного проєкту впровадження «нульової довіри» в інформаційних мережах оборонного відомства. Прототипна реалізація проєкту англ. Thunderdome має бути створена протягом 6 місяців.